# GEDI Gruppo Editoriale
Die GEDI Gruppo Editoriale S.p.A. ist ein italienisches Medienunternehmen mit Hauptsitz in Turin. Die Gruppe ist in Italien vor allem als Herausgeberin der Tageszeitungen La Stampa und La Repubblica bekannt. Mehrheitseigentümer ist die Holding Exor der italienischen Unternehmerfamilie Agnelli.
Die GEDI Gruppo Editoriale S.p.A. verfügt auch über eine Werbevermarktungsgesellschaft, die A. Manzoni & C. ist.

## Weitere Unternehmensbereiche
- Zeitungen und Zeitschriften
  - Limes – rivista italiana di geopolitica, geopolitisches Magazin
  - National Geographic Italia, in einem Joint Venture mit der National Geographic Society, monatlich
  - Le Scienze, in einem Joint Venture mit Scientific American, monatlich
  - MicroMega
  - Le Guide dell’Espresso
  - Guida annuale
  - Mente & cervello
  - TV Magazine

- Als Lokalzeitungen werden herausgebracht:

– Auflagen von 50.000 bis 100.000:
- Il Tirreno, Toskana
- La Nuova Sardegna, Sassari
- Messaggero Veneto – Giornale del Friuli, Udine
- Il Piccolo, Triest
- Il Mattino di Padova, Padua
- La Provincia Pavese, Pavia

– Auflagen von 10.000 bis 20.000:
- La Gazzetta di Mantova, Mantua
- La Tribuna di Treviso, Treviso
- Gazzetta di Reggio, Reggio nell’Emilia
- La Sentinella del Canavese, Ivrea
- La Nuova Ferrara, Ferrara
- Nuova Gazzetta di Modena, Modena
- La Nuova Venezia, Venedig

– Auflagen bis 10 000:
- Corriere delle Alpi, Belluno

- Radio
  - Radio DeeJay
  - Radio Capital
  - m2o

- Fernsehen
  - All Music
- Sonstige Publikationen und Formate
  - A. Manzoni & C. Spa
  - Somedia Srl

- Internet
  - Kataweb